# Helen Morgan
Helen Morgan (sinh ngày 29 tháng 9 năm 1952 tại Barry, xứ Wales) là một người mẫu và là Hoa hậu Vương quốc Anh năm 1974, Á hậu 1 Hoa hậu Hoàn vũ 1974 đồng thời là Hoa hậu Thế giới 1974 nhưng bị tước vương miện.

## Tiểu sử
Helen sinh ra tại Barry và làm việc tại một ngân hàng tại đây sau đó cô gia nhập vào làng người mẫu và bắt đầu tham dự các cuộc thi sắc đẹp và lần lượt chiến thắng các danh hiệu Hoa hậu Wales, Hoa hậu Vương quốc Anh và được đại diện cho Xứ Wales tại Hoa hậu Hoàn vũ 1974 và đạt danh hiệu Á hậu 1, sau đó Helen tiếp tục đại diện cho Vương quốc Anh tại Hoa hậu Thế giới 1974 và đạt danh hiệu cao nhất đồng thời trở thành người phụ nữ xứ Wales thứ hai chiến thắng trong cuộc thi này, nhưng chỉ 4 ngày sau khi đăng quang, cô buộc phải nhường vương miện cho Á hậu 1 vì đã có con trước khi đi thi.

## Sau cuộc thi Hoa hậu Thế giới
Mất đi danh hiệu Hoa hậu Thế giới. Helen cũng thôi việc tại ngân hàng và bắt đầu tham gia đóng phim truyền hình và làm người mẫu

## Sau sự nghiệp người mẫu
Morgan đã lập gia đình và di dời đến Surrey trong thập niên 1980. Cô có hai con là Poppy và Ben. Hiện nay Helen sống ở Tây Ban Nha với chồng Ronny Lamb và gia đình.
Năm 2004 Helen là giám khảo cuộc thi Hoa hậu xứ Wales kỷ niệm lần thứ 30 cuộc thi này và người chiến thắng là Amy Guy.
| Tứ đại Hoa hậu (1974)        | Tứ đại Hoa hậu (1974)           | Tứ đại Hoa hậu (1974)               | Tứ đại Hoa hậu (1974)     |
| ---------------------------- | ------------------------------- | ----------------------------------- | ------------------------- |
| Hoa hậu Hoàn vũ Amparo Munoz | Hoa hậu Thế giới Anneline Kriel | Hoa hậu Quốc tế Karen Brucene Smith | Hoa hậu Trái đất không có |